# Wenxian Zhaosheng
l'impératrice Wenxian Zhaosheng (chinois : 文献昭圣皇后 ; pinyin : wénxiàn zhāoshèng huánghòu) est une épouse impériale mongole de Külüg Khan, Empereur de la dynastie Yuan gouvernant la Chine. Elle a avec lui Tövtömör Khan (également connu sous le nom de Jayaatu Khan) pour enfant, qui succède à son père sur le trône de la dynastie.